# Fliegender Jakob

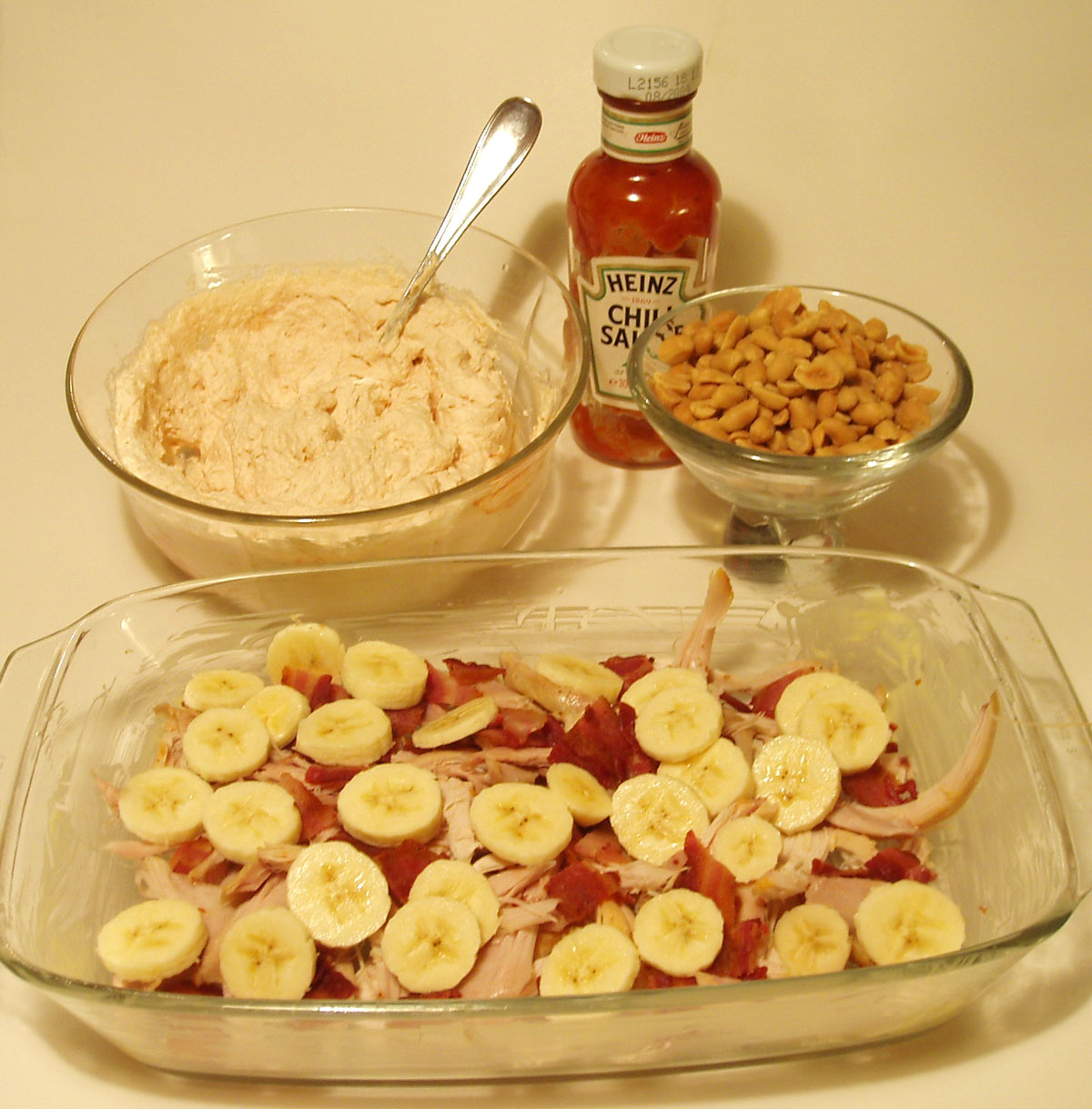
Fliegender Jakob ist ein Gratin.

Fliegender Jakob (schwedisch Flygande Jacob) ist ein schwedisches Gericht.
Das Gericht besteht aus Hühnerfleisch, Bananen, gebratenem Speck, Sahne, Chiliketchup und Erdnüssen. Im Originalrezept wird das Hühnchen mit italienischen Salatkräutern gewürzt. Das Gericht wird im Backofen zubereitet. Der Name Fliegender Jakob kommt von Ove Jacobsson, dem Erfinder des Gerichtes, der im Frachtflug arbeitete. Das Rezept wurde erstmals 1976 in der Zeitung Allt om Mat veröffentlicht. Allt om Mat schlägt gekochten Reis und einen grünen Salat als Beilage vor.